# کلوشوو
کلوشوو (به لهستانی:  Kluszewo) یک روستا در لهستان است که در گمینا شدوووو (استان ماسوویان) واقع شده‌است.